# Калліфон
Калліфон (II ст. до н. е.) — оригінальний давньогрецький філософ часів кризи еллінизму.

## Життєпис
Про нього майже нічого не відомо. Є лише свідчення завдяки Цицерону щодо філософії Калліфона. Останній у своїх доробках намагався поєднати тілесну насолоду та доброчесність, тобто ідеї Аристотеля з ідеями Епікура. Втім думки Калліфона не набули широкого значення та підтримки.